# Алфред и Емили
„Алфред и Емили“ (енгл. Alfred and Emily) је роман британске књижевнице, добитнице Нобелове награде за књижевност, Дорис Лесинг. Кроз овај роман, који је објављен 2008, Лесинг истражује животе својих родитеља, а посебно утицај који је на њих имао Први светски рат.